# Fàbrica Bagaria
La Fàbrica Bagaria és un edifici industrial de Cornellà de Llobregat (Baix Llobregat) inclòs en l'Inventari del Patrimoni Arquitectònic de Catalunya.

## Història
El 1920, Bonaventura Bagaria i Vidal (1875-1939), fabricant de mantes, tovalloles, vànoves i teixits, va encarregar-ne el projecte a l'arquitecte Modest Feu i Estrada. La construcció va començar el 1922, i va costar unes 800.000 pessetes. L'edifici va ser estrenat el 1925. Dirigida pels fills Bonvantura (1894-1970) i Eduard Bagaria i Puig (1898-1995), la fàbrica va tancar el 1972. S'hi van instal·lar diverses empreses.
Durant les darreres dècades, la fàbrica Bagaria s'ha anat degradant i ha patit diversos desperfectes per l'acció de vàndals, lladres, actes delictius i deshigienització. A causa de l'ocupació de la planta baixa de la porteria del complex (coneguda com a Casa del Director), l'any 2013 es va produir un incendi que va malmetre la teulada de l'edifici. Sense cap manteniment o rehabilitació posterior per part de les dependències municipals, es va esfondrar parcialment el setembre de 2016.
Actualment, una de les naus és la caserna de la Guàrdia Urbana.

## Descripció
La fàbrica s'organitza als dos costats d'una zona central de serveis, amb dues naus simètriques que es subdivideixen cadascuna en tres cossos. Aquests estan coberts per una teulada a dues vessants, resultant el conjunt una línia de teulada en ziga-zaga. La fàbrica es troba coberta per voltes que s'aguanten sobre pilars de fonament i tenen claraboies centrals. Una cambra d'aire separa les voltes de la teulada. Aquest sistema d'il·luminació amb claraboies explica la migradesa de finestres del conjunt de l'edifici. Sobre el cos central hi ha una petita torre arranjada com a habitatge.
L'estil és modernista per l'època i les formes estructurals, però els motius decoratius i sobretot les formes de les finestres tenen molt d'historicisme neomedieval i neomudèjar. Com a mostra d'arquitectura modernista aplicada a les instal·lacions industrials, destaca la combinació de voltes de maó de doble curvatura amb tirants d'acer.

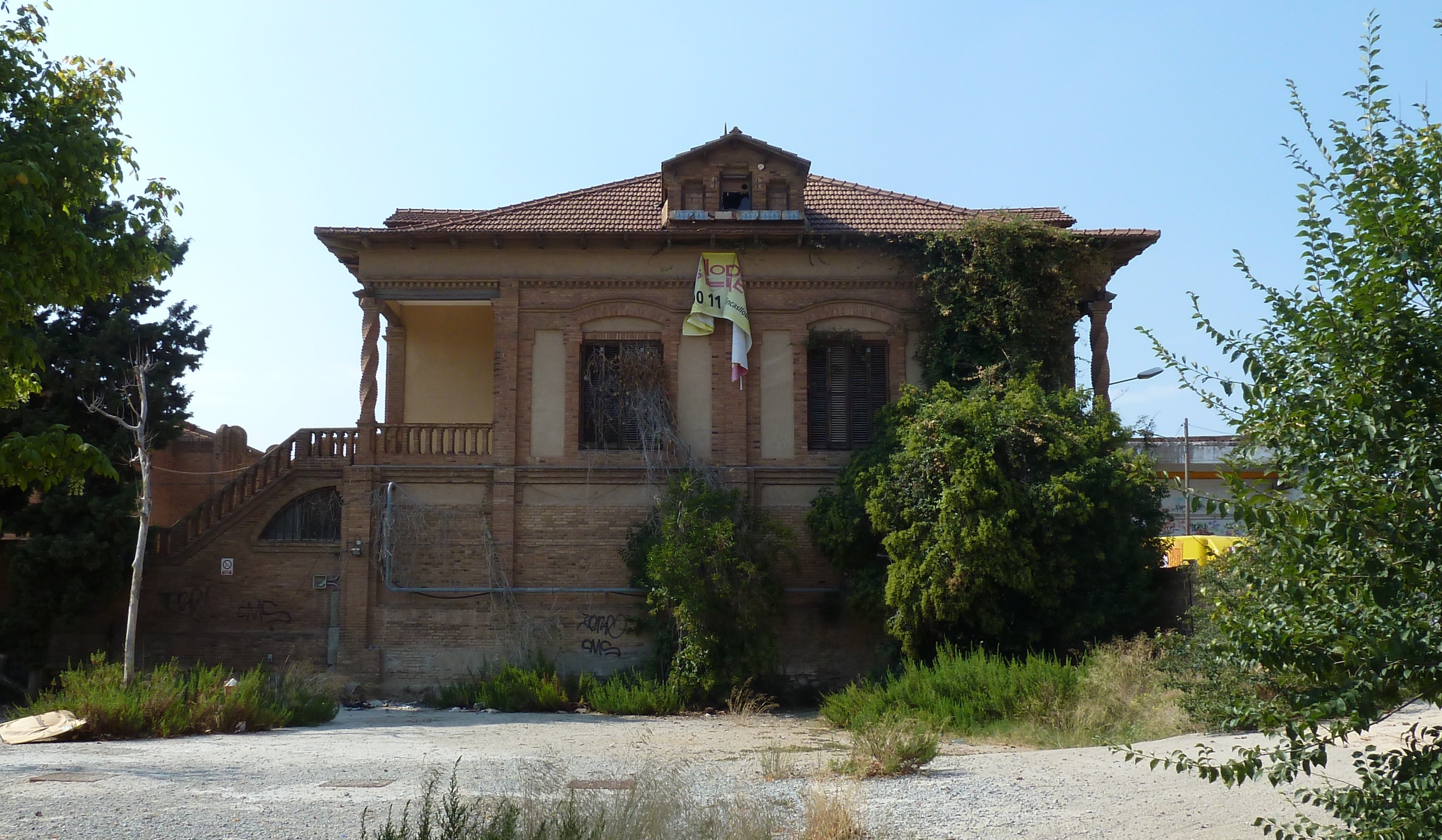
Casa del Director l'any 2012
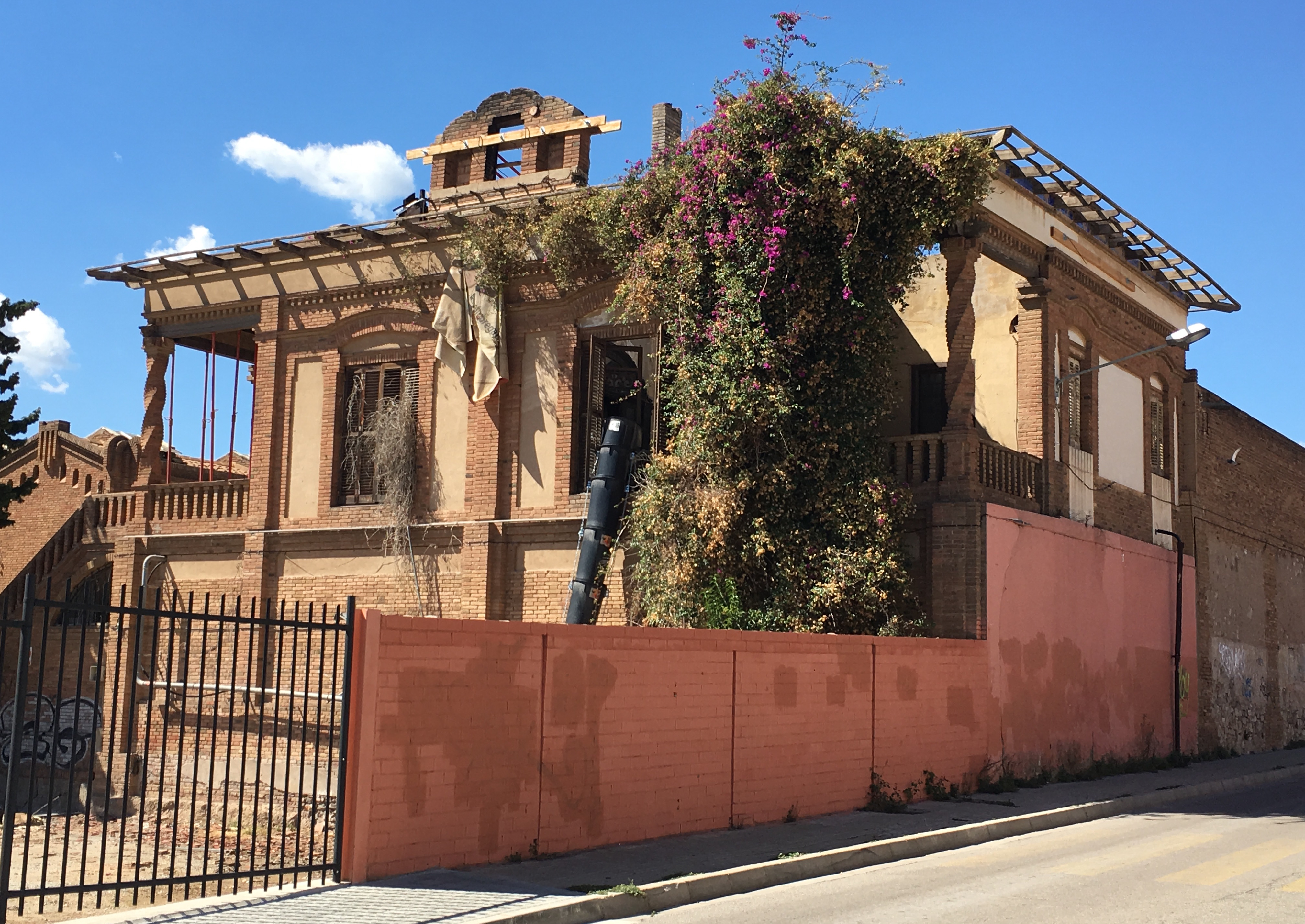
Any 2016, dies després de l'esfondrament